# Genkernel
Genkernel é uma ferramenta para construir o módulo central do Gentoo Linux. O Genkernel compila o núcleo com todos os drivers disponíveis compilados como módulos, copiando-os para a memória RAM sendo depois copiada para o núcleo no momendo da inicialização do sistema, fornecendo detecção automática de hardware. Esta ferramenta permite utilizadores com menos experiência configurar o núcleo Linux.
A principal razão para a invenção do genkernel é o facto de que você tem que configurar e construir seu próprio núcleo durante a instalação do Gentoo, este pode ser um problema para usuários novatos em Linux. Usuários experientes de Linux geralmente preferem construir seu núcleo e configurar manualmente, porque genkernel tenta configurar o núcleo tão segura quanto possível o que faz com que o núcleo a crescer muito grande.